# 刀人
刀人是中國帝王低級妃嬪称号。
隋朝刀人和承衣、采女，皆服褖衣，无印绶。参准刘宋泰始四年及梁、陈故事，增损用之。《通志·卷二十》记载唐朝后宫一品是三夫人（贵妃、淑妃、德妃）；二品是九嫔（顺仪、顺容、顺华、修仪、修容、修华、充仪、充容、充华）；三品是十二个倢伃；四品是十五个美人、才人，称为世妇；五品宝林二十四员；六品是御女二十四员，品正第六；七品是采女三十七员，是为女御，总一百二十人。另外的承衣、刀人，趋侍左右，并无定员，视六品以下。有秦王李世民刀人高惠通墓志出土。
「刀」是容量單位，指俸祿所得糧食之量。《詩經·國風·衛風·河廣》：「曾不容刀」，刀假借爲𦩍字。《釋名·釋船》：「三百斛曰𦩍。」《釋名》：「二百斛以上曰艇，三百斛曰刀。」
「刀人」之名與「斗食」相對。漢代後宮散號中有上家人子、中家人子，位視有秩，一年約得俸祿132斛，與「斗食」之官相仿，故亦稱為「斗食」。「斗食」本指佐史，是漢代縣丞、縣尉以下最小的官吏，一年俸祿不滿百石，平均每日可得糧食一斗二升，故如此稱呼。